# Роланд Шредер
Роланд Шредер (нім. Roland Schröder, 17 серпня 1962) — східнонімецький академічний веслувальник.
Олімпійський чемпіон 1988 року в складі розпашної четвірки без стернового.
Срібний призер Чемпіонату світу 1989 року в складі вісімки, бронзовий призер 1990 року в складі вісімки.